# Salvatore Toma
per la vostra presenza»
(Salvatore Toma, Canzoniere della Morte)
Salvatore Toma (Maglie, 11 maggio 1951 – Ospedale di Gagliano del Capo (Le), 17 marzo 1987) è stato un poeta italiano, tra i maggiori lirici salentini e pugliesi.

## Biografia
Nacque a Maglie, in provincia di Lecce, in una famiglia di fioristi. Frequentò il liceo classico, ma non volle proseguire gli studi, anche se da solo continuò a studiare i poeti che amava.  
In vita pubblicò sei raccolte di poesie, dal 1970 al 1983: Poesie, Ad esempio una vacanza, Poesie scelte, Un anno in sospeso, Ancora un anno e Forse ci siamo. 
Si isolava a scrivere in una casa di campagna immersa nel bosco del rione "Ciancole" dove possedeva un allevamento di bull terrier.  Secondo quanto riportato da Maria Corti in Canzoniere della morte, morì suicida nel 1987, ma in realtà la morte sopraggiunse dopo un breve ricovero all'ospedale di Gagliano del Capo.  
Il volume Ancora un anno, edito da Capone nel 1981, contiene molti dei testi raccolti dalla stessa Corti. 
Nel 2020 vengono pubblicate nella loro interezza, in un volume edito da Musicaos Editore, le sei raccolte dell'autore.
Nel 2023 viene pubblicata un'antologia dei suoi versi, in lingua catalana, per l'editore Pont del Petroli.

## Opere
- Poesie (Prime rondini), Roma, Gabrieli (1970)
- Ad esempio una vacanza, Roma, Gabrieli (1972)
- Poesie scelte, Catanzaro, Ursini, (1977)
- Un anno in sospeso, Poggibonsi, Lalli )1979)
- Ancora un anno, Cavallino di Lecce, Capone (1981)
- Forse ci siamo, Lecce, Quaderni del Pensionante (1983)
- Per Salvatore Toma, poeta in esilio, di Gaetano Chiappini, Editrice Salentina, Maglie (1997)
- Canzoniere della morte, Torino, Einaudi (1999), a cura di Maria Corti
- Poesie (1970-1983), Neviano, Musicaos (2020), a cura di Luciano Pagano
- Inútil fugir, antologia poètica, Badalona, Pont del Petroli (2023)